# Saison 2011-2012 du Bayern Munich
Maillots
Chronologie
Saison précédente Saison suivante
Le Bayern Munich évolue en Bundesliga durant la saison 2011-2012.

## Plan d'Équipe

### Formation
Mis à jour le 22 février 2012

## Recrutement

### Arrivées
| Joueur                | Nationalité | Âge | Poste     | Type de transfert | Durée         | Indemnité         | Période       | Provenance                               |
| --------------------- | ----------- | --- | --------- | ----------------- | ------------- | ----------------- | ------------- | ---------------------------------------- |
| Jérôme Boateng        | Allemagne   | 23  | Défenseur | Achat             | 4 ans (2015)  | 13,5 millions d'€ | Mercato d'été | Man City (Premier League)                |
| Takashi Usami         | Japon       | 19  | Milieu    | Prêt              | 6 mois (2012) | -                 | Mercato d'été | Gamba Ōsaka (J. League)                  |
| Manuel Neuer          | Allemagne   | 25  | Gardien   | Achat             | 5 ans (2016)  | 25 millions d'€   | Mercato d'été | FC Schalke 04 (Bundesliga)               |
| David Alaba           | Autriche    | 19  | Milieu    | Retour de prêt    | -             | -                 | Mercato d'été | 1899 Hoffenheim (Bundesliga)             |
| Nils Petersen         | Allemagne   | 22  | Attaquant | Achat             | 3 ans (2014)  | 2,5 millions d'€  | Mercato d'été | FC Energie Cottbus (2. Bundesliga)       |
| Rafinha               | Brésil      | 26  | Défenseur | Achat             | 3 ans (2014)  | 5,5 millions d'€  | Mercato d'été | Genoa CFC (Serie A Tim)                  |
| Maximilian Riedmüller | Allemagne   | 23  | Gardien   | Promotion         | -             | -                 | Mercato d'été | Équipe des Jeunes du FC Bayern (3. Liga) |

### Départs
| Joueur         | Nationalité | Âge | Poste     | Type de transfert         | Durée        | Indemnité | Période       | Destination             |
| -------------- | ----------- | --- | --------- | ------------------------- | ------------ | --------- | ------------- | ----------------------- |
| Breno          | Brésil      | 22  | Défenseur | Rupture du Contrat        | -            | Gratuit   | Mercato d'été | -                       |
| Hans-Jörg Butt | Allemagne   | 38  | Gardien   | Retraite (Fin de Contrat) | -            | -         | Mercato d'été | Retraite                |
| Takashi Usami  | Japon       | 20  | Milieu    | Retour de prêt            | -            | -         | Mercato d'été | Gamba Osaka (J. League) |
| Thomas Kraft   | Allemagne   | 23  | Gardien   | Vente (Fin de Contrat)    | 1 ans (2012) | Gratuit   | Mercato d'été | Hertha BSC (Bundesliga) |
| Andreas Ottl   | Allemagne   | 26  | Milieu    | Vente (Fin de Contrat)    | 1 an (2012)  | Gratuit   | Mercato d'été | Hertha BSC (Bundesliga) |
| Nicola Sansone | Italie      | 20  | Attaquant | Libéré                    | -            | -         | Mercato d'été | Parma FC (Serie A Tim)  |

## Classement des buteurs
| Buteurs                | Buts |
| ---------------------- | ---- |
| / Mario Gómez          | 35   |
| Franck Ribéry          | 14   |
| Arjen Robben           | 14   |
| Thomas Müller          | 7    |
| Toni Kroos             | 6    |
| Bastian Schweinsteiger | 5    |
| Daniel van Buyten      | 4    |
| Nils Petersen          | 4    |
| David Alaba            | 3    |
| Ivica Olić             | 2    |
| Luiz Gustavo           | 1    |
| Rafinha                | 1    |
| Takashi Usami          | 1    |

| Buteurs                | Buts |
| ---------------------- | ---- |
| / Mario Gómez          | 22   |
| Franck Ribéry          | 11   |
| Arjen Robben           | 10   |
| Daniel van Buyten      | 4    |
| Thomas Müller          | 4    |
| Toni Kroos             | 3    |
| Bastian Schweinsteiger | 3    |
| David Alaba            | 2    |
| Ivica Olić             | 2    |
| Nils Petersen          | 2    |
| Luiz Gustavo           | 1    |

| Buteurs                | Buts |
| ---------------------- | ---- |
| / Mario Gómez          | 11   |
| Arjen Robben           | 3    |
| Toni Kroos             | 2    |
| Franck Ribéry          | 2    |
| Thomas Müller          | 1    |
| Rafinha                | 1    |
| Bastian Schweinsteiger | 1    |

| Buteurs                | Buts |
| ---------------------- | ---- |
| / Mario Gómez          | 2    |
| Thomas Müller          | 2    |
| Nils Petersen          | 2    |
| David Alaba            | 1    |
| Toni Kroos             | 1    |
| Franck Ribéry          | 1    |
| Arjen Robben           | 1    |
| Bastian Schweinsteiger | 1    |
| Takashi Usami          | 1    |

| Dernière mise à jour: 18 février 2012 |

## Matchs Amicaux

### Liga Total! Cup 2011
| Demi-finales                 | Bayern Munich | 1 - 2   | Hambourg SV       | Coface Arena, Mayence |                      |
| 19 juillet 2011 20h30 (CEST) | Kroos 57e     | (0 - 2) | Heung-Min 6e, 30e | Spectateurs : 30 900  | Spectateurs : 30 900 |
| 19 juillet 2011 20h30 (CEST) | (en) Rapport  |         |                   | Spectateurs : 30 900  | Spectateurs : 30 900 |

| 3e Place        | 1. FSV Mayence 05                                    | 2 - 2           | Bayern Munich                                           | Coface Arena, Mayence |                      |
| 20 juillet 2011 | Novevski 11e · Ujah 59e                              | (1 - 1)         | Alaba 30e · Petersen 57e                                | Spectateurs : 33 500  | Spectateurs : 33 500 |
| 20 juillet 2011 | (en) Rapport                                         |                 |                                                         | Spectateurs : 33 500  | Spectateurs : 33 500 |
| 20 juillet 2011 | Soto · Slišković · Yilmaz · Stieber · Noveski · Ujah | Tirs au but 4-5 | Alaba · Müller · Petersen · Kroos · Tymoschuk · Pranjić | Spectateurs : 33 500  | Spectateurs : 33 500 |

### Audi Cup 2011
| Demi-finales                 | Bayern Munich                                   | 1 - 1           | AC Milan                                 | Allianz Arena, Munich                         |                                               |
| 26 juillet 2011 20h45 (CEST) | Kroos 34e                                       | (1 - 1)         | Ibrahimović 4e                           | Spectateurs : 69 901 Arbitrage : Peter Sippel | Spectateurs : 69 901 Arbitrage : Peter Sippel |
| 26 juillet 2011 20h45 (CEST) | (en) Rapport                                    |                 |                                          | Spectateurs : 69 901 Arbitrage : Peter Sippel | Spectateurs : 69 901 Arbitrage : Peter Sippel |
| 26 juillet 2011 20h45 (CEST) | Alaba · Gómez · Müller · Kroos · Schweinsteiger | Tirs au but 5-3 | Robinho · Oddo · Thiago Silva · Paloschi | Spectateurs : 69 901 Arbitrage : Peter Sippel | Spectateurs : 69 901 Arbitrage : Peter Sippel |

| Finale                       | FC Barcelone    | 2 - 0   | Bayern Munich | Allianz Arena, Munich                           |                                                 |
| 27 juillet 2011 20h45 (CEST) | Thiago 42e, 75e | (1 - 0) |               | Spectateurs : 69 901 Arbitrage : Wolfgang Stark | Spectateurs : 69 901 Arbitrage : Wolfgang Stark |
| 27 juillet 2011 20h45 (CEST) | (en) Rapport    |         |               | Spectateurs : 69 901 Arbitrage : Wolfgang Stark | Spectateurs : 69 901 Arbitrage : Wolfgang Stark |

### Autres

#### Pré-Saison
| Amical         | Trentino XI  | 0 - 15  | Bayern Munich |                     |                     |
| 6 juillet 2011 |              | (0 - 7) | Gómez 6e, 41e · Schweinsteiger 14e, 17e · Kroos 20e, 39e · Tymoschuk 26e · Robben 47e (pen.) · Gustavo 51e · Petersen 61e, 86e, 87e · Olić 65e · Pranjić 80e · Köz 85e | Spectateurs : 3 000 | Spectateurs : 3 000 |
| 6 juillet 2011 | (en) Rapport |         | | Spectateurs : 3 000 | Spectateurs : 3 000 |

| Amical         | Bayern Munich                                        | 4 - 2   | Qatar                    |                     |                     |
| 9 juillet 2011 | Van Buyten 7e · Müller 34e · Petersen 57e · Olić 83e | (2 - 0) | Quintana 67e · Razak 85e | Spectateurs : 4 000 | Spectateurs : 4 000 |
| 9 juillet 2011 | (en) Rapport                                         |         |                          | Spectateurs : 4 000 | Spectateurs : 4 000 |

| Amical                       | FC Carl Zeiss Iéna | 0 - 2   | Bayern Munich            | Ernst-Abbe-Sportfeld, Iéna |                      |
| 14 juillet 2011 18h30 (CEST) |                    | (0 - 0) | Alaba 54e · Petersen 70e | Spectateurs : 12 641       | Spectateurs : 12 641 |
| 14 juillet 2011 18h30 (CEST) | (en) Rapport       |         |                          | Spectateurs : 12 641       | Spectateurs : 12 641 |

| Amical                       | Bayern Munich                                                            | 16 - 2 | Fanclub-Auswahl Passau | Drei Flüsse Stadion, Passau |                      |
| 23 juillet 2011 16h00 (CEST) | Gómez · Müller · Petersen · Kroos · Robben · Schweinsteiger · Van Buyten |        | Inconnu                | Spectateurs : 19 000        | Spectateurs : 19 000 |
| 23 juillet 2011 16h00 (CEST) | (en) Rapport                                                             |        |                        | Spectateurs : 19 000        | Spectateurs : 19 000 |

| Amical      | TSV Pähl                | 1 - 22   | Bayern Munich | Penzberg Nonnenwald, Penzberg |                     |
| 4 août 2011 | Christian Mühlbauer 68e | (0 - 11) | Usami 1re, 17e, 45e · Petersen 7e, 11e 13e, 55e, 85e, 87e, 89e · Lahm 18e · Müller 19e · Tymoschuk 24e · Toni Kroos 28e, 37e · Alaba 60e · Ribéry 65e, 80e, 88e · Schweinsteiger 73e · Contento 77e | Spectateurs : 6 000           | Spectateurs : 6 000 |
| 4 août 2011 | (en) Rapport            |          | | Spectateurs : 6 000           | Spectateurs : 6 000 |

#### Mi-Saison
| Amical                    | Al-Sailiya SC | 0 - 13  | Bayern Munich | Aspire Academy, Doha |  |
| 5 janvier 2012 6h00 (CET) |               | (0 - 3) | Robben 36e · Gómez 37e · Müller 45e · Olić 50e 62e 74e 82e 84e · Petersen 52e 85e · Ribéry 73e 77e · Contento 78e |                      |  |

| Amical                    | Al-Ahly Club | 1 - 2   | Bayern Munich  | Stade Ahmed bin Ali, Al Rayyan                  |                                                 |
| 7 janvier 2012 6h00 (CET) | Barakat 50e  | (0 - 1) | Olić 30e 90+3e | Spectateurs : 8 000 Arbitrage : Faisal Abdullah | Spectateurs : 8 000 Arbitrage : Faisal Abdullah |
| 7 janvier 2012 6h00 (CET) | Rapport      |         |                | Spectateurs : 8 000 Arbitrage : Faisal Abdullah | Spectateurs : 8 000 Arbitrage : Faisal Abdullah |

| Amical                     | Inde    | 0 - 4   | Bayern Munich                                   | Jawaharlal Nehru Stadium, New Delhi            |                                                |
| 10 janvier 2012 6h00 (CET) |         | (0 - 4) | Gómez 13e · Müller 29e 37e · Schweinsteiger 44e | Spectateurs : 35 000 Arbitrage : Santosh Kumar | Spectateurs : 35 000 Arbitrage : Santosh Kumar |
| 10 janvier 2012 6h00 (CET) | Rapport |         |                                                 | Spectateurs : 35 000 Arbitrage : Santosh Kumar | Spectateurs : 35 000 Arbitrage : Santosh Kumar |

| Amical                      | FC Rot-Weiss Erfurt | 0 - 4   | Bayern Munich                                             | Steigerwaldstadion, Erfurt |  |
| 15 janvier 2012 15h00 (CET) |                     | (0 - 2) | Toni Kroos 12e · Robben 38e · Müller 60e · Schweinsteiger |                            |  |
| 15 janvier 2012 15h00 (CET) | Rapport             |         |                                                           |                            |  |

## Parcours enCoupe d'Allemagne
| 1er Tour                   | Bayern Munich                                     | 3 - 0   | Eintracht Brunswick | Eintracht-Stadion, Brunswick                  |                                               |
| 1er août 2011 20h30 (CEST) | Gómez 9e (pen.) · Schweinsteiger 39e · Müller 83e | (2 - 0) |                     | Spectateurs : 23 645 Arbitrage : Felix Zwayer | Spectateurs : 23 645 Arbitrage : Felix Zwayer |
| 1er août 2011 20h30 (CEST) | (de) Rapport                                      |         |                     | Spectateurs : 23 645 Arbitrage : Felix Zwayer | Spectateurs : 23 645 Arbitrage : Felix Zwayer |

| 2e Tour                      | Bayern Munich                                                           | 6-0   | FC Ingolstadt 04 | Allianz-Arena, Munich                           |                                                 |
| 26 octobre 2011 20h30 (CEST) | Müller 33e · Alaba 49e · Petersen 53e 70e · Matip 82e (csc) · Usami 90e | (1-0) |                  | Spectateurs : 64 000 Arbitrage : Guido Winkmann | Spectateurs : 64 000 Arbitrage : Guido Winkmann |
| 26 octobre 2011 20h30 (CEST) | (de) Rapport                                                            |       |                  | Spectateurs : 64 000 Arbitrage : Guido Winkmann | Spectateurs : 64 000 Arbitrage : Guido Winkmann |

| 3e Tour                      | VfL Bochum   | 1-2   | Bayern Munich                 | Rewirpowerstadion, Bochum                       |                                                 |
| 20 décembre 2011 19h00 (CET) | Federico 26e | (1-0) | Toni Kroos 52e · Robben 90+1e | Spectateurs : 29 299 Arbitrage : Michael Weiner | Spectateurs : 29 299 Arbitrage : Michael Weiner |
| 20 décembre 2011 19h00 (CET) | (de) Rapport |       |                               | Spectateurs : 29 299 Arbitrage : Michael Weiner | Spectateurs : 29 299 Arbitrage : Michael Weiner |

| Quarts de finale           | VfB Stuttgart | 0-2   | Bayern Munich          | Mercedes-Benz Arena, Stuttgart                 |                                                |
| 8 février 2012 20h30 (CET) |               | (0-1) | Ribéry 30e · Gómez 46e | Spectateurs : 57 500 Arbitrage : Florian Meyer | Spectateurs : 57 500 Arbitrage : Florian Meyer |
| 8 février 2012 20h30 (CET) | Rapport       |       |                        | Spectateurs : 57 500 Arbitrage : Florian Meyer | Spectateurs : 57 500 Arbitrage : Florian Meyer |

| Demi-finale              | Borussia Mönchengladbach             | 0-0             | Bayern Munich                 | Stadion im Borussia-Park, Mönchengladbach          |                                                    |
| 21 mars 2012 20h30 (CET) |                                      | (0-0)           |                               | Spectateurs : 54 049 Arbitrage : Thorsten Kinhöfer | Spectateurs : 54 049 Arbitrage : Thorsten Kinhöfer |
| 21 mars 2012 20h30 (CET) | Rapport                              |                 |                               | Spectateurs : 54 049 Arbitrage : Thorsten Kinhöfer | Spectateurs : 54 049 Arbitrage : Thorsten Kinhöfer |
| 21 mars 2012 20h30 (CET) | Daems · Herrmann · Dante · Nordtveit | Tirs au but 2-4 | Alaba · Ribéry · Lahm · Kroos | Spectateurs : 54 049 Arbitrage : Thorsten Kinhöfer | Spectateurs : 54 049 Arbitrage : Thorsten Kinhöfer |

| Finale                   | Borussia Dortmund | - | Bayern Munich | Olympiastadion Berlin, Berlin |
| 12 mai 2012 20h30 (CEST) |                   |   |               |                               |

## Parcours enLigue des champions de l'UEFA

### Barrages
| Match de Barrage Aller    | Bayern Munich                  | 2-0   | FC Zürich | Fußball Arena München, Munich                   |                                                 |
| 17 août 2011 20h45 (CEST) | Schweinsteiger 8e · Robben 72e | (1-0) |           | Spectateurs : 66 000 Arbitrage : Alexei Nikolev | Spectateurs : 66 000 Arbitrage : Alexei Nikolev |
| 17 août 2011 20h45 (CEST) | Rapport                        |       |           | Spectateurs : 66 000 Arbitrage : Alexei Nikolev | Spectateurs : 66 000 Arbitrage : Alexei Nikolev |

| Match de Barrage Retour   | FC Zürich | 0-1   | Bayern Munich | Stade du Letzigrund, Zurich |                             |
| 23 août 2011 20h45 (CEST) |           | (0-1) | Gómez 7e      | Arbitrage : Laurent Duhamel | Arbitrage : Laurent Duhamel |
| 23 août 2011 20h45 (CEST) | Rapport   |       |               | Arbitrage : Laurent Duhamel | Arbitrage : Laurent Duhamel |

### Phase de groupes
| Rang | Équipe          | Pts | J | G | N | P | Bp | Bc | Diff |  | Résultats (▼ dom., ► ext.) |     |     |     |     |
| ---- | --------------- | --- | - | - | - | - | -- | -- | ---- |  | -------------------------- | --- | --- | --- | --- |
| 1    | Bayern Munich   | 13  | 6 | 4 | 1 | 1 | 11 | 6  | +5   |  | Bayern Munich              |     | 3-2 | 2-0 | 3-1 |
| 2    | Naples          | 11  | 6 | 3 | 2 | 1 | 10 | 6  | +4   |  | Naples                     | 1-1 |     | 2-1 | 2-0 |
| 3    | Manchester City | 10  | 6 | 3 | 1 | 2 | 9  | 6  | +3   |  | Manchester City            | 2-0 | 1-1 |     | 2-1 |
| 4    | Villarreal      | 0   | 6 | 0 | 0 | 6 | 2  | 14 | -12  |  | Villarreal                 | 0-2 | 0-2 | 0-3 |     |

| 1re journée                    | Villarreal | 0-2   | Bayern Munich          | El Madrigal, Vila-real   |                          |
| 14 septembre 2011 20h45 (CEST) |            | (0-1) | Kroos 7e · Rafinha 76e | Arbitrage : Cüneyt Çakır | Arbitrage : Cüneyt Çakır |
| 14 septembre 2011 20h45 (CEST) | Rapport    |       |                        | Arbitrage : Cüneyt Çakır | Arbitrage : Cüneyt Çakır |

| 2e journée                     | Bayern Munich   | 2-0   | Manchester City | Fußball Arena München, Munich                  |                                                |
| 27 septembre 2011 20h45 (CEST) | Gómez 38e 45+1e | (2-0) |                 | Spectateurs : 69 000 Arbitrage : Viktor Kassai | Spectateurs : 69 000 Arbitrage : Viktor Kassai |
| 27 septembre 2011 20h45 (CEST) | Rapport         |       |                 | Spectateurs : 69 000 Arbitrage : Viktor Kassai | Spectateurs : 69 000 Arbitrage : Viktor Kassai |

| 4e journée                  | Bayern Munich     | 3-2   | Naples            | Fußball Arena München, Munich                  |                                                |
| 2 novembre 2011 20h45 (CET) | Gómez 17e 23e 42e | (3-1) | Fernández 45e 79e | Spectateurs : 66 000 Arbitrage : Björn Kuipers | Spectateurs : 66 000 Arbitrage : Björn Kuipers |
| 2 novembre 2011 20h45 (CET) | Rapport           |       |                   | Spectateurs : 66 000 Arbitrage : Björn Kuipers | Spectateurs : 66 000 Arbitrage : Björn Kuipers |

| 5e journée                   | Bayern Munich             | 3-1   | Villarreal    | Fußball Arena München, Munich                         |                                                       |
| 22 novembre 2011 20h45 (CET) | Ribéry 3e 69e · Gómez 23e | (2-0) | De Guzman 50e | Spectateurs : 66 000 Arbitrage : Markus Strömbergsson | Spectateurs : 66 000 Arbitrage : Markus Strömbergsson |
| 22 novembre 2011 20h45 (CET) | Rapport                   |       |               | Spectateurs : 66 000 Arbitrage : Markus Strömbergsson | Spectateurs : 66 000 Arbitrage : Markus Strömbergsson |

| 6e journée                  | Manchester City            | 2-0   | Bayern Munich | City of Manchester Stadium, Manchester           |                                                  |
| 7 décembre 2011 20h45 (CET) | Silva 37e · Yaya Touré 52e | (1-0) |               | Spectateurs : 46 002 Arbitrage : Stéphane Lannoy | Spectateurs : 46 002 Arbitrage : Stéphane Lannoy |
| 7 décembre 2011 20h45 (CET) | Rapport                    |       |               | Spectateurs : 46 002 Arbitrage : Stéphane Lannoy | Spectateurs : 46 002 Arbitrage : Stéphane Lannoy |

### Phase finale

#### Huitièmes de finale
| Huitièmes de finale Aller   | FC Bâle     | 1-0   | Bayern Munich | Parc Saint-Jacques, Bâle                        |                                                 |
| 22 février 2012 20h45 (CET) | Stocker 86e | (0-0) |               | Spectateurs : 36 000 Arbitrage : Nicola Rizzoli | Spectateurs : 36 000 Arbitrage : Nicola Rizzoli |
| 22 février 2012 20h45 (CET) | Rapport     |       |               | Spectateurs : 36 000 Arbitrage : Nicola Rizzoli | Spectateurs : 36 000 Arbitrage : Nicola Rizzoli |

| Huitièmes de finale Retour | Bayern Munich                                       | 7-0   | FC Bâle | Fußball Arena München, Munich                     |                                                   |
| 13 mars 2012 20h45 (CET)   | Robben 10e 81e · Müller 42e · Gómez 44e 50e 61e 67e | (3-0) |         | Spectateurs : 69 000 Arbitrage : Mark Clattenburg | Spectateurs : 69 000 Arbitrage : Mark Clattenburg |
| 13 mars 2012 20h45 (CET)   | Rapport                                             |       |         | Spectateurs : 69 000 Arbitrage : Mark Clattenburg | Spectateurs : 69 000 Arbitrage : Mark Clattenburg |

#### Quarts de finale
| Quarts de finale Aller   | Olympique de Marseille | 0-2   | Bayern Munich          | Stade Vélodrome, Marseille          |                                     |
| 28 mars 2012 20h45 (CET) |                        | (0-1) | Gómez 44e · Robben 69e | Arbitrage : Carlos Velasco Carballo | Arbitrage : Carlos Velasco Carballo |
| 28 mars 2012 20h45 (CET) | Rapport                |       |                        | Arbitrage : Carlos Velasco Carballo | Arbitrage : Carlos Velasco Carballo |

| Quarts de finale Retour  | Bayern Munich | 2-0   | Olympique de Marseille | Fußball Arena München, Munich                      |                                                    |
| 3 avril 2012 20h45 (CET) | Olić 13e 37e  | (1-0) |                        | Spectateurs : 66 000 Arbitrage : Svein Oddvar Moen | Spectateurs : 66 000 Arbitrage : Svein Oddvar Moen |
| 3 avril 2012 20h45 (CET) | Rapport       |       |                        | Spectateurs : 66 000 Arbitrage : Svein Oddvar Moen | Spectateurs : 66 000 Arbitrage : Svein Oddvar Moen |

#### Demi-finale
| Demi-finale Aller         | Bayern Munich          | 2-1   | Real Madrid CF | Fußball Arena München, Munich |                         |
| 17 avril 2012 20h45 (CET) | Ribéry 17e · Gómez 90e | (1-0) | Özil 53e       | Arbitrage : Howard Webb       | Arbitrage : Howard Webb |
| 17 avril 2012 20h45 (CET) | Rapport                |       |                | Arbitrage : Howard Webb       | Arbitrage : Howard Webb |

| Demi-finale Retour        | Real Madrid CF | 2-1 | Bayern Munich | Stade Santiago Bernabéu, Madrid |
| 25 avril 2012 20h45 (CET) |                |     |               |                                 |
|                           | Rapport        |     |               |                                 |

## Championnat d'Allemagne

### Matchs
| Date       | J.  | Adversaire           | Lieu                                  | Score | Buteurs                                                                                |
| ---------- | --- | -------------------- | ------------------------------------- | ----- | -------------------------------------------------------------------------------------- |
| 07/08/2011 | 1re | Borussia M'gladbach  | Allianz Arena, Munich                 | 0-1   |                                                                                        |
| 13/08/2011 | 2e  | VfL Wolfsbourg       | Volkswagen Arena, Wolfsbourg          | 1-0   | Gustavo 90e                                                                            |
| 20/08/2011 | 3e  | Hambourg SV          | Allianz Arena, Munich                 | 5-0   | van Buyten 13e, Ribéry 17e, Robben 34e, Gómez 56e, Olić 80e                            |
| 27/08/2011 | 4e  | 1. FC Kaiserslautern | Fritz-Walter-Stadion, Kaiserslautern  | 3-0   | Gómez 37e (pen.), Gómez 55e, Gómez 69e                                                 |
| 10/09/2011 | 5e  | SC Fribourg          | Allianz Arena, Munich                 | 7-0   | Gómez 8e, Ribéry 26e, Ribéry 40e, Gómez 52e, Gómez 55e, Gómez 71e (pen.), Petersen 90e |
| 18/09/2011 | 6e  | FC Schalke           | Veltins-Arena, Gelsenkirchen          | 2-0   | Petersen 21e, Müller 75e                                                               |
| 24/09/2011 | 7e  | Bayer Leverkusen     | Allianz Arena, Munich                 | 3-0   | Müller 5e, van Buyten 19e, Robben 90e                                                  |
| 01/10/2011 | 8e  | 1899 Hoffenheim      | Rhein-Neckar-Arena, Hoffenheim        | 0-0   |                                                                                        |
| 15/10/2011 | 9e  | Hertha BSC           | Allianz Arena, Munich                 | 4-0   | Gómez 5e, Ribéry 7e, Schweinsteiger 13e, Gómez 69e (pen.)                              |
| 22/10/2011 | 10e | Hanovre 96           | AWD-Arena, Hanovre                    | 1-2   | Alaba 83e                                                                              |
| 29/10/2011 | 11e | 1. FC Nuremberg      | Allianz Arena, Munich                 | 4-0   | Gómez 2e, Schweinsteiger 19e, Ribéry 39e, Gómez 68e                                    |
| 05/11/2011 | 12e | FC Augsburg          | Impuls Arena, Augsbourg               | 2-1   | Gómez 26e, Ribéry 28e                                                                  |
| 19/11/2011 | 13e | Borussia Dortmund    | Allianz Arena, Munich                 | 0-1   |                                                                                        |
| 26/11/2011 | 14e | 1. FSV Mainz 05      | Stadion am Bruchweg, Mayence          | 2-3   | van Buyten 56e 79e                                                                     |
| 03/12/2011 | 15e | Werder Brême         | Allianz Arena, Munich                 | 4-1   | Ribéry 22e 77e, Robben 69e (pen.) 83e (pen.)                                           |
| 11/12/2011 | 16e | VfB Stuttgart        | Mercedes-Benz Arena, Stuttgart        | 2-1   | Gómez 13e 57e                                                                          |
| 16/12/2011 | 17e | 1. FC Cologne        | Allianz Arena, Munich                 | 3-0   | Gómez 48e, Alaba 62e, Kroos 88e                                                        |
| 21/01/2012 | 18e | Borussia M'gladbach  | Borussia-Park, Mönchengladbach        | 1-3   | Schweinsteiger 76e                                                                     |
| 28/01/2012 | 19e | VfL Wolfsbourg       | Allianz Arena, Munich                 | 2-0   | Gómez 60e, Robben 90+2e                                                                |
| 04/02/2012 | 20e | Hambourg SV          | Imtech Arena, Hambourg                | 1-1   | Olić 71e                                                                               |
| 11/02/2012 | 21e | 1. FC Kaiserslautern | Allianz Arena, Munich                 | 2-0   | Gómez 6e, Müller 30e                                                                   |
| 18/02/2012 | 22e | SC Fribourg          | Badenova-Stadion, Fribourg-en-Brisgau | 0-0   |                                                                                        |
| 25/02/2012 | 23e | FC Schalke           | Allianz Arena, Munich                 | 2-0   | Ribéry 36e 55e                                                                         |
| 03/03/2012 | 24e | Bayer Leverkusen     | BayArena, Leverkusen                  | 0-2   |                                                                                        |
| 10/03/2012 | 25e | 1899 Hoffenheim      | Allianz Arena, Munich                 | 7-1   | Gómez 5e 35e 48e,Robben 12e (pen.) 20e, Kroos 18e, Ribéry 58e                          |
| 17/03/2012 | 26e | Hertha BSC           | Olympiastadion Berlin, Berlin         | 0-6   | Müller 9e, Robben 12e 19e (pen.) 67e (pen.), Gómez 50e (pen.), Kroos 51e               |
| 24/03/2012 | 27e | Hanovre 96           | Allianz Arena, Munich                 | 2-1   | Kroos 36e, Gómez 68e                                                                   |
| 31/03/2012 | 28e | 1. FC Nuremberg      | easyCredit-Stadion, Nuremberg         | 0-1   | Robben 69e                                                                             |
| 07/04/2012 | 29e | FC Augsburg          | Allianz Arena, Munich                 | 2-1   | Gómez 1re 60e                                                                          |
| 11/04/2012 | 30e | Borussia Dortmund    | Signal Iduna Park, Dortmund           | 1-0   |                                                                                        |
| 14/04/2012 | 31e | 1. FSV Mainz 05      | Allianz Arena, Munich                 | 0-0   |                                                                                        |
| 21/04/2012 | 32e | Werder Brême         | Weserstadion, Brême                   |       |                                                                                        |
| 28/04/2012 | 33e | VfB Stuttgart        | Allianz Arena, Munich                 |       |                                                                                        |
| 05/05/2012 | 34e | 1. FC Cologne        | RheinEnergieStadion, Cologne          |       |                                                                                        |

### Classement
Le classement est établi sur le barème de points classique (victoire à 3 points, match nul à 1, défaite à 0).
Pour départager les égalités, on tient d'abord compte de la différence de buts générale, puis du nombre de buts marqués, puis des confrontations directes et enfin si la qualification ou la relégation est en jeu, les deux équipes jouent une rencontre d'appui sur terrain neutre.
mis à jour le 1er avril 2012
| Rang | Équipe                   | Pts | J  | G  | N  | P  | Bp | Bc | Diff |
| ---- | ------------------------ | --- | -- | -- | -- | -- | -- | -- | ---- |
| 1    | Borussia Dortmund        | 72  | 31 | 22 | 6  | 3  | 69 | 23 | +46  |
| 2    | Bayern Munich            | 64  | 31 | 20 | 4  | 7  | 69 | 20 | +49  |
| 3    | Schalke 04               | 57  | 31 | 18 | 3  | 10 | 66 | 41 | +25  |
| 4    | Borussia Mönchengladbach | 51  | 28 | 15 | 6  | 7  | 41 | 20 | +21  |
| 5    | Hanovre 96               | 41  | 28 | 10 | 11 | 7  | 37 | 39 | -2   |
| 6    | VfB Stuttgart            | 40  | 28 | 11 | 7  | 10 | 48 | 38 | +10  |
| 7    | Bayer Leverkusen (V)     | 40  | 28 | 11 | 7  | 10 | 39 | 38 | +1   |
| 8    | Werder Brême             | 40  | 28 | 11 | 7  | 10 | 41 | 43 | -2   |
| 9    | VfL Wolfsburg            | 40  | 28 | 12 | 4  | 12 | 40 | 49 | -9   |
| 10   | TSG 1899 Hoffenheim      | 34  | 28 | 8  | 10 | 10 | 32 | 39 | -7   |
| 11   | FSV Mayence              | 33  | 28 | 8  | 9  | 11 | 42 | 44 | -2   |
| 12   | FC Nuremberg             | 31  | 28 | 9  | 4  | 15 | 25 | 39 | -14  |
| 13   | SC Fribourg (P)          | 31  | 28 | 8  | 7  | 13 | 37 | 53 | -16  |
| 14   | FC Augsburg (P)          | 30  | 28 | 6  | 12 | 10 | 30 | 42 | -12  |
| 15   | Hambourg SV              | 30  | 28 | 7  | 9  | 12 | 32 | 50 | -18  |
| 16   | FC Cologne               | 28  | 28 | 8  | 4  | 16 | 35 | 58 | -23  |
| 17   | Hertha BSC Berlin        | 26  | 28 | 6  | 8  | 14 | 30 | 52 | -22  |
| 18   | FC Kaiserslautern        | 20  | 28 | 3  | 11 | 14 | 17 | 39 | -22  |

Qualifications européennes
Ligue des champions 2012-2013
- 1er, 2e et 3e : phase de groupes
- 4e : tour de barrages pour non-champions

Ligue Europa 2012-2013
- CA  : phase de groupes
- 5e  : tour de barrages
- 6e : 3e tour de qualification

Relégation
- 16e  : barrages de relégation en 2. Bundesliga
- 17e et 18e : relégation en 2. Bundesliga

Abréviations
 : Tenant du titre

(V) : Vice-champion 2010-2011

(CA) : Vainqueur de la DFB Pokal 2011-2012

(P) : Promus de 2. Bundesliga